# 畠山祥
畠山 祥（はたけやま あきら、1999年12月15日 - ）は、日本の起業家・研究者。富山県出身。AIや宇宙工学など多分野にまたがる技術と事業開発に携わり、5社を経営している。現在は総合研究大学院大学に所属し、小惑星衝突対策などの研究に従事する一方、起業家としても活動している。

## 経歴
- 2018年 - 富山県立高岡高等学校卒業。
- 2023年 - 早稲田大学大学院 創造理工学研究科修了。在学中より複数の起業を経験。
- 2024年 - 総合研究大学院大学（JAXA宇宙科学研究所）博士課程入学。宇宙規模のマッピング技術（通称「宇宙版Google Map」）の研究開発に携わる[3]。

## 事業
畠山は、以下のような分野横断的な事業を展開している。

### レイワセダ株式会社
2022年創業。動画編集の自動化ツール「Readyシリーズ」を提供し、SNSやYouTube向けの高速編集を支援。グッドデザイン賞を受賞したプロダクトも開発。

### One by One Music株式会社
AIを活用し、ペット向けリラクゼーション音楽を配信するアプリを展開。全国の動物病院やペットショップにも導入が広がっている。

### Number
自身が立ち上げた各社を傘下に収め、事業横断のシナジーを生む持株会社として運営。コンセプトは「五感に訴える体験設計」。

## 研究
JAXA連携のもとで小惑星衝突シナリオへの備えや、宇宙観測データを用いた三次元空間地図の構築などをテーマに研究。近年はAR／MR技術の応用も模索している。

## 主な受賞・採択歴
- 第3回 WASEDA Demo Day 最優秀賞（2021年）[1]
- 経済産業省「始動Next Innovator」プログラム選抜（2023年）
- CES 2024 日本代表スタートアップ選出（2024年）
- JAXA連携研究開発プログラム 採択（2024年）[3]

## メディア掲載
- 北日本新聞「宇宙と地元をつなぐ起業家」（2024年12月）
- 「LOOSEN UP」（山梨県スタートアップ支援メディア）2024年特集
- テレビ東京「ワールドビジネスサテライト」若手起業家特集枠（2024年11月放送）